# バーンバレル

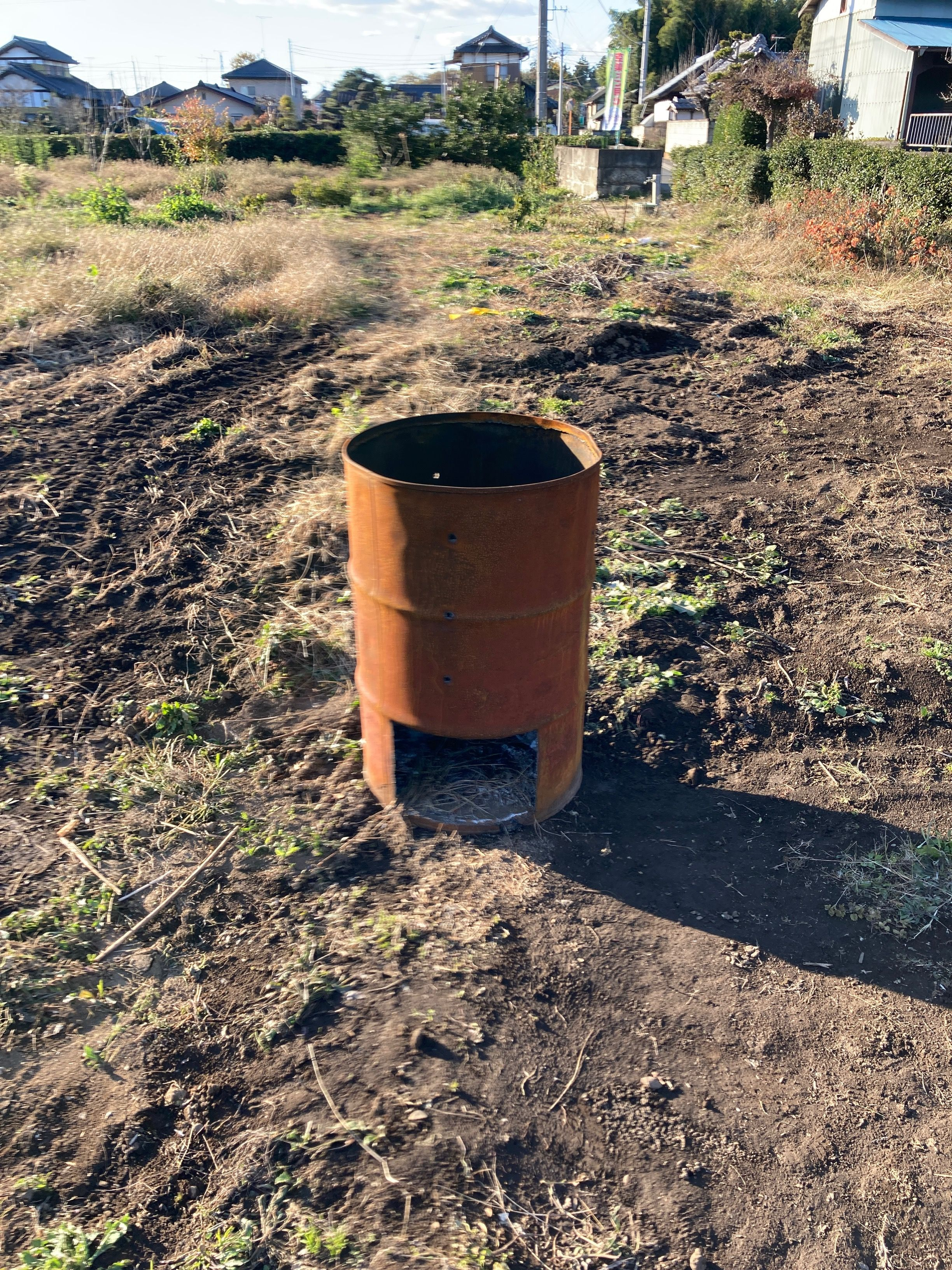
畑に設置された典型的なバーンバレル

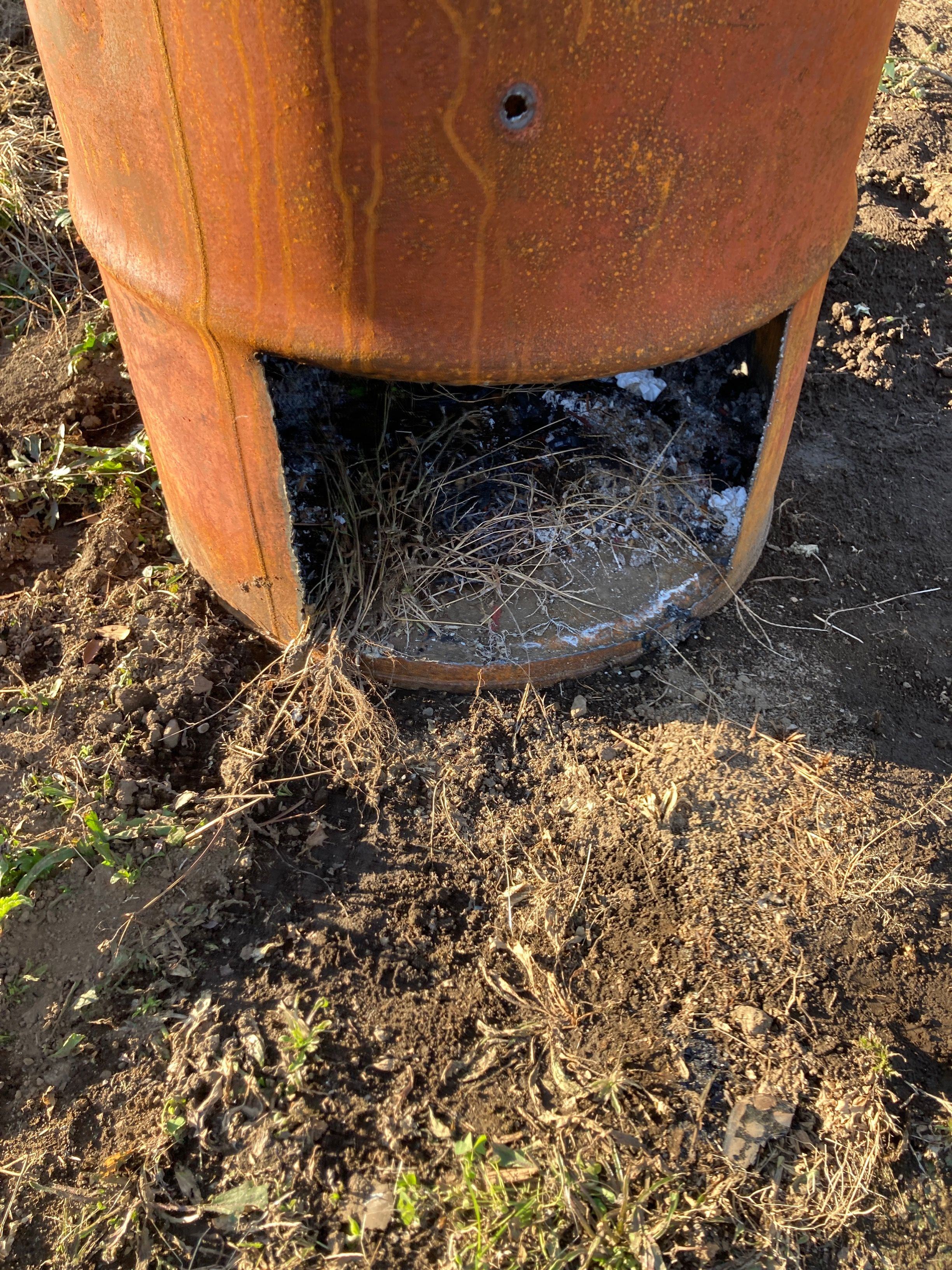
底部の排出口のクローズアップ。作物残渣である藁の燃えカスが見える

バーンバレル（英: burn barrels）とは、ゴミを焼却するための簡易的な焼却炉を指す。一般的にドラム缶を改造して、あるいは無改造でドラム缶そのものが焼却炉として用いられる。バーンバレルという言葉は主にアメリカで使用されるものであるが、同様のものは各国に存在する。

## 概要
最もよく見られるものはドラム缶の底部に空気穴および灰の排出孔を空けただけのものがある。
また、ドラム缶を一切改造せずそのまま焼却炉とする場合もある。
いずれにせよ燃焼効率が悪く不完全燃焼を起こし、有害な煙が大量に発生させ周囲に大気汚染と悪臭をもたらすため、保健当局から使用を制限されていることが多い。
本来焼却炉ではないドラム缶を流用しているため、使用に伴う高熱や風雨にさらされ金属が酸化していき、ボロボロに朽ち果ててゆくことになる。

## 規制

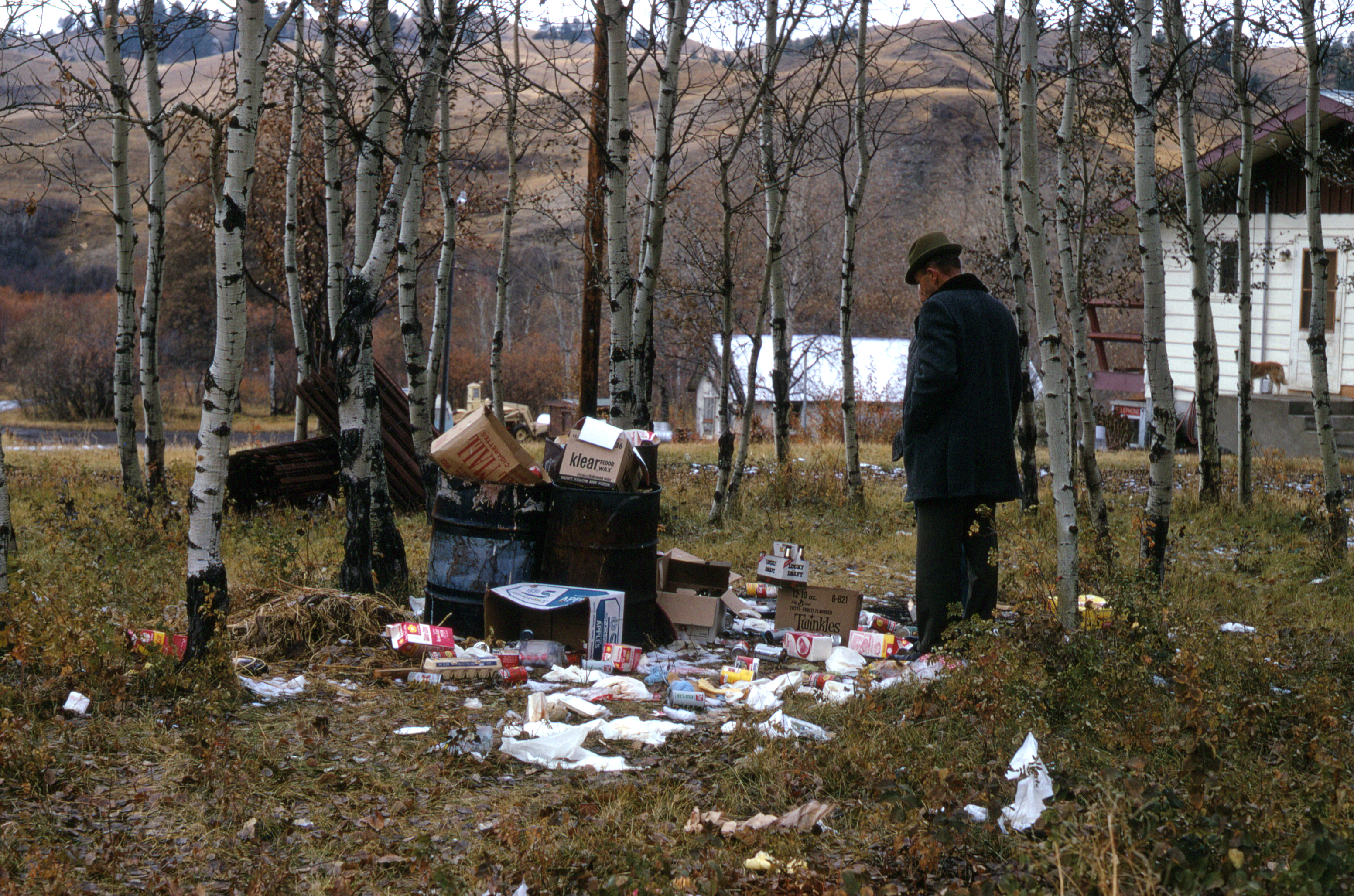
バーンバレルに詰められたゴミ

バーンバレルの使用は野焼き（野外焼却）と同列に扱われ、禁止もしくは条件を満たした上での許可制となっている。
アメリカでは大気汚染や山火事の原因として使用が制限され、ワシントン州やニューヨーク州のようなエリアでは全面的に禁止されている。日本では廃棄物処理法により規制されており、原則的に禁止となっている。